# بيت وحيش (السدة)

تعديل مصدري - تعديل

بيت وحيش هي إحدى قرى عزلة المرخام بمديرية السدة التابعة لمحافظة إب، بلغ تعداد سكانها 291 نسمة حسب تعداد اليمن لعام 2004.